# Szwedzka Formuła 3 Sezon 1972
1972 – dziewiąty sezon Szwedzkiej Formuły 3.

## Kalendarz wyścigów
| Runda | Data        | Tor        | Pole position   | Najszybsze okrążenie             | Zwycięzca (kierowcy) | Zwycięzca (zespoły)        |
| ----- | ----------- | ---------- | --------------- | -------------------------------- | -------------------- | -------------------------- |
| 1     | 7 maja      | Anderstorp | Torsten Palm    | Håkan Dahlqvist Jonas Qvarnström | Torsten Palm         | Torsten Palm Racing Mennen |
| 2     | 4 czerwca   | Linköping  | Håkan Dahlqvist | Håkan Dahlqvist                  | Håkan Dahlqvist      | Hyllinge MS                |
| 3     | 16 lipca    | Falkenberg | Bengt Gilhorn   | Conny Andersson Bengt Gilhorn    | Conny Andersson      | Älvbygdens MK              |
| 4     | 20 sierpnia | Götene     | Håkan Dahlqvist | Håkan Dahlqvist                  | Torsten Palm         | Torsten Palm Racing Mennen |
| 5     | 17 września | Kågeröd    | Conny Andersson | Conny Andersson Håkan Dahlqvist  | Håkan Dahlqvist      | Hyllinge MS                |

## Klasyfikacja kierowców
| Legenda oznaczeń w tabelach wyników Wyświetl szablon na nowej stronie | Legenda oznaczeń w tabelach wyników Wyświetl szablon na nowej stronie                                                                     |
| Oznaczenie                                                            | Wyjaśnienie |
| --------------------------------------------------------------------- | --- |
| Złoty                                                                 | Zwycięzca lub mistrzostwo |
| Srebrny                                                               | 2. miejsce lub wicemistrzostwo |
| Brązowy                                                               | 3. miejsce lub II wicemistrzostwo |
| Zielony                                                               | Ukończył, punktował (w klasyfikacji generalnej, gdy zdobył co najmniej jeden punkt na przestrzeni sezonu, poza trzema powyższymi opcjami) |
| Niebieski                                                             | Ukończył, nie punktował (w klasyfikacji generalnej, gdy nie zdobył co najmniej jednego punktu na przestrzeni sezonu)                      |
| Czerwony                                                              | Nie zakwalifikował się (NZ) |
| Czerwony                                                              | Nie prekwalifikował się (NPK) |
| Różowy                                                                | Nie ukończył (NU) |
| Różowy                                                                | Niesklasyfikowany (NS) (w klasyfikacji generalnej, gdy nie został sklasyfikowany w żadnym wyścigu sezonu)                                 |
| Czarny                                                                | Zdyskwalifikowany (DK) |
| Czarny                                                                | Wykluczony (WYK/EX) |
| Biały                                                                 | Nie wystartował (NW) |
| Biały                                                                 | Kontuzjowany (K/INJ) |
| Biały                                                                 | Wyścig odwołany (OD/C) |
| Bez koloru                                                            | Został wycofany (WYC/WD) |
| Bez koloru                                                            | Nie przybył (NP/DNA) |
| Bez koloru                                                            | Nie brał udziału w treningach (NT/DNP) |
| Bez koloru                                                            | Nie został zgłoszony (–) |
| Pogrubienie                                                           | Start z pole position |
| Kursywa                                                               | Najszybsze okrążenie wyścigu |
| †                                                                     | Nie ukończył, ale jego rezultat został zaliczony ze względu na przejechanie więcej niż 90% dystansu wyścigu.                              |
| *                                                                     | Sezon w trakcie |
| 1/2/3                                                                 | Punktowana pozycja w sprincie kwalifikacyjnym                                                                                             |
| Lista systemów punktacji Formuły 1                                    | |

| Poz.                                          | Kierowca             | Zespół                     | AND | MNT | FAL | KIN | KNT | Punkty |
| --------------------------------------------- | -------------------- | -------------------------- | --- | --- | --- | --- | --- | ------ |
| 1                                             | Conny Andersson      | Älvbygdens MK              | NW  | 3   | 1   | 2   | 2   | 77     |
| 2                                             | Torsten Palm         | Torsten Palm Racing Mennen | 1   | NU  | 6   | 1   | 3   | 70     |
| 3                                             | Håkan Dahlqvist      | Hyllinge MS                | 2   | 1   | 7   | DK  | 1   | 64     |
| 4                                             | Gunnar Nordström     | Motor Nord AB              | NU  | 2   | 4   | 4   | 4   | 55     |
| 5                                             | Ulf Svensson         | Team MUM for MEN           | 3   | 11  | 3   | 7   | 5   | 44     |
| 6                                             | Jörgen Jonsson       | Team MUM for MEN           | 5   | NU  | 2   | 5   | 7   | 39     |
| 7                                             | Stig Blomqvist       | Torsten Palm Racing Mennen | 6   | 7   | 5   | 3   | 6   | 38     |
| 8                                             | Bengt Gilhorn        | Gepard Racing Reklam       | NU  | 4   | 8   | NU  | NW  | 13     |
| 9                                             | Erkki Salminen       | Vätterleden Racing         | 10  | 6   | -   | NW  | 8   | 12     |
| 9                                             | Bengt Rådmyr         | Rådmyr Racing Organisation | NW  | 5   | 13  | NU  | 9   | 12     |
| 9                                             | Ulf Karlsson         | Team Polarvagnen           | 7   | NU  | 9   | 6   | NS  | 12     |
| 12                                            | Jonas Qvarnström     | GP Race Developments       | 4   | 8   | 11  | -   | -   | 10     |
| 13                                            | Jan-Olof Persson     | GeKås Kläder               | 8   | -   | 12  | -   | NS  | 3      |
| 13                                            | Lasse Karlsson       | Kanapébageriet i Malmö AB  | 14  | -   | NZ  | 10  | -   | 3      |
| 15                                            | Per-Olov Zetterström | PO:s Bilservice            | 13  | 14  | NZ  | 13  | 12  | 2      |
| 15                                            | Lars-Åke Tejby       | GP Race Developments       | 9   | 10  | 14  | -   | -   | 2      |
| 15                                            | Ole Fall             | Team Polarvagnen           | NU  | 16  | NZ  | 11  | NS  | 2      |
| 18                                            | Egert Haglund        | PO:s Bilservice            | 11  | -   | 10  | -   | NS  | 1      |
| 18                                            | Leif Spalding        | Team 13                    | NU  | 17  | -   | 12  | NS  | 1      |
| NS                                            | Leif Hallgren        | Anderstorp RC              | 12  | 12  | 15  | 8   | 10  | 0      |
| NS                                            | Leif Engström        | SMK Hedemora               | 15  | -   | -   | 9   | 11  | 0      |
| NS                                            | Lars Svensson        | Skrea Motell               | NU  | 13  | NU  | -   | NS  | 0      |
| NS                                            | Ronny Wallin         | Dalsy Konfektion AB        | 16  | 15  | -   | -   | -   | 0      |
| NS                                            | Ferdinand Gustafsson | SMK Trollhättan            | 17  | -   | NZ  | -   | -   | 0      |
| NS                                            | Kjell Bergström      | Kjell Bergström            | 19  | -   | NZ  | -   | -   | 0      |
| NS                                            | Lars Bjuhr           | Örebro BMCK                | NU  | -   | -   | -   | -   | 0      |
| NS                                            | Greger Aronsson      | Botkyrka MK                | NU  | -   | NZ  | -   | -   | 0      |
| NS                                            | Arne Laursen         | Götene MK                  | NU  | -   | -   | -   | -   | 0      |
| NS                                            | Eddie Jacobsson      | Leed Racing                | NU  | -   | NZ  | -   | NS  | 0      |
| NS                                            | Göran Feldt          | MK Scandia                 | -   | NU  | -   | -   | -   | 0      |
| NS                                            | Stellan Wingårdh     | Anderstorp RC              | NW  | -   | NZ  | NU  | -   | 0      |
| NS                                            | Mats Berggren        | Stockholms BK              | NW  | -   | NZ  | -   | -   | 0      |
| Kierowcy niedopuszczeni do zdobywania punktów |                      |                            |     |     |     |     |     |        |
| NS                                            | Jac Nelleman         | Duckhams Oil               | -   | 9   | -   | -   | -   | 0      |
| NS                                            | Mette Kruuse         | Ellemann-Jacobsen          | 18  | -   | -   | -   | -   | 0      |